# دولار منتزه يلوستون الوطني الفضي
دولار حديقة يلوستون الوطنية الفضي هي عملة دولار فضي تذكارية أصدرتها دار السك الأمريكية في عام 1999. ذهبت عائدات بيع العملة إلى منتزه يلوستون الوطني والمتنزهات الوطنية الأخرى عبر مؤسسة الحدائق الوطنية.

## التشريع
سمح قانون العملات التذكارية للولايات المتحدة لعام 1996 قانون عام. 104–1776 (text) (PDF) بإصدار دولار فضي تذكاري لإحياء ذكرى مرور 125 عامًا على إنشاء متنزه يلوستون الوطني المنتزه الوطني في عام 1872 وهو الأول في البلاد. سمح القانون بسك عملات معدنية خاصة وغير متداولة من التصميم. أصدرت العملة أول مرة في 16 يوليو 1999.
ينص القانون الذي شك هذا الدولار بموجبه على سك 500,000 قطعة بحد أقصى سواء القياسية أو الخاصة، وزعت القطع في الفترة من 16 يوليو 1999 إلى 15 يوليو 2000. بيع منها 82,563 قطعة قياسية و187,595 قطعة خاصة.

## التصميم
على وجه العملة الذي صممه Edgar Z. Steever, IV منتزه يلوستون الوطني مثل بفوارة حارة مع المناظر الطبيعية من المنتزه بالخلفية وعليه نقوش YELLOWSTONE وLIBERTY وIN GOD WE TRUST. وعلى الظهر الذي صممه William C. Cousins بيسون أمريكي في السهول وفي الخلفية شروق الشمس فوق الجبال، وهو مقتبس من ختم وزارة الداخلية الأمريكية.